# 秋葉神社 (刈谷市)

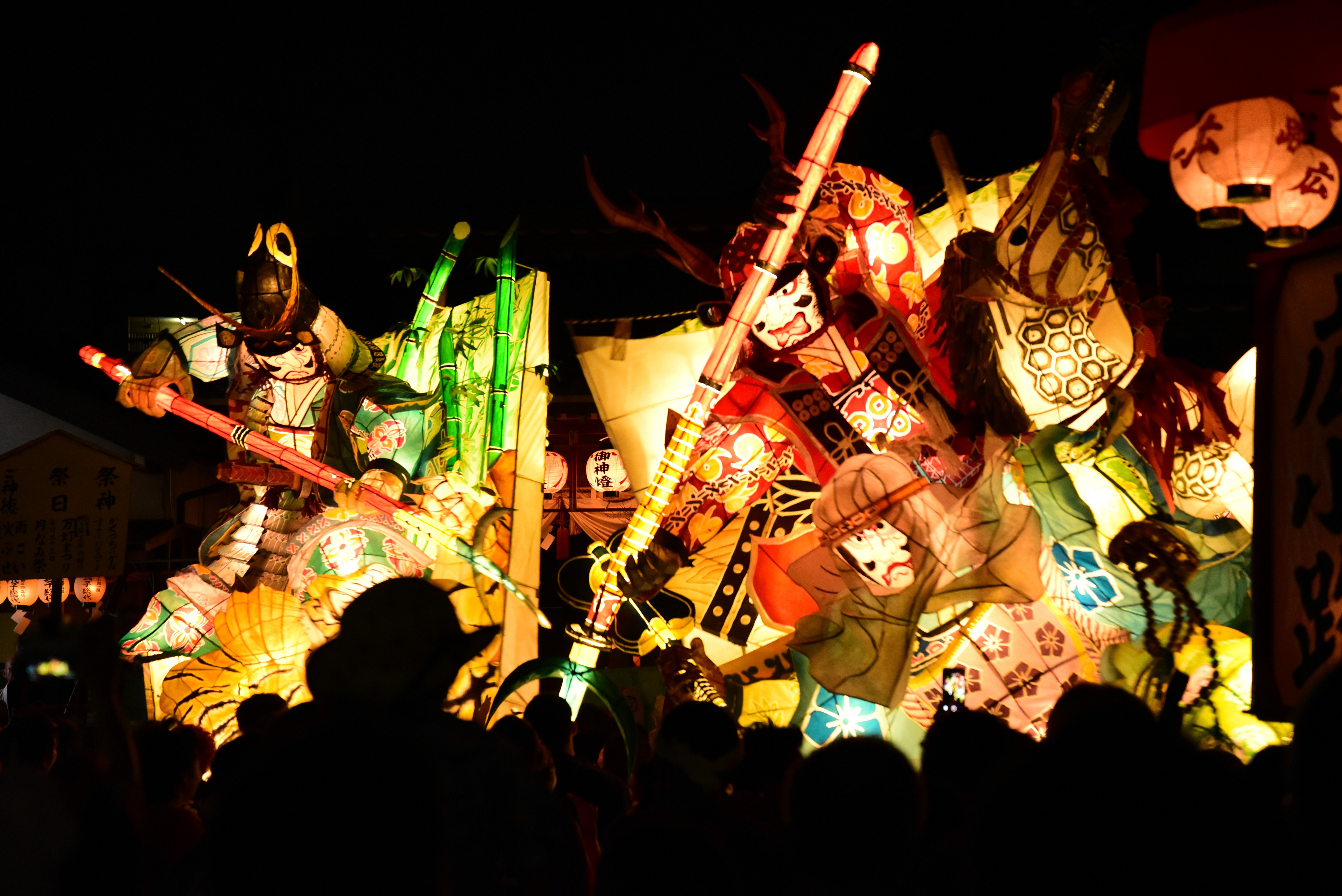
万燈祭

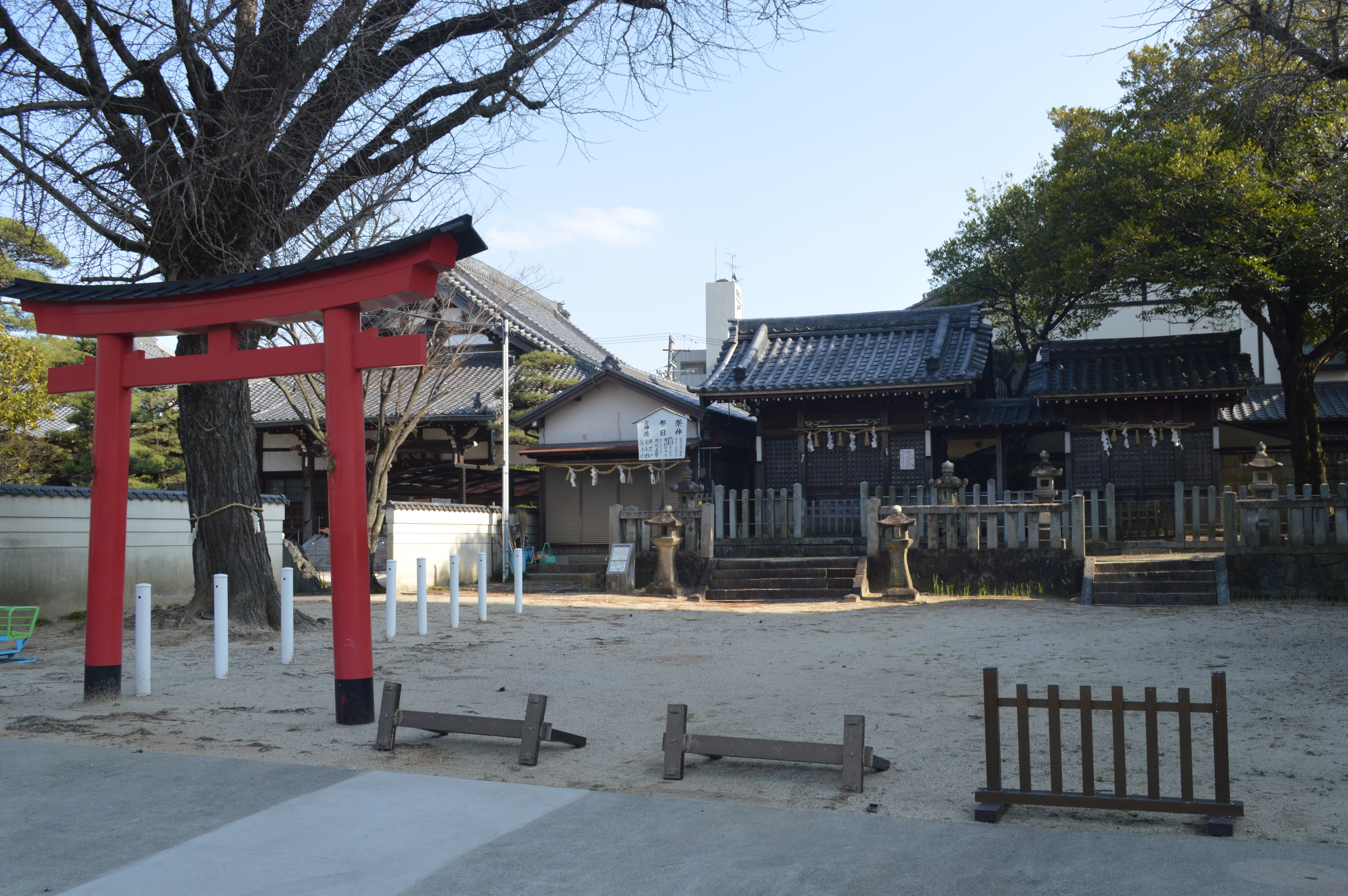
鳥居と境内

秋葉神社（あきばじんじゃ）は、愛知県刈谷市銀座2丁目100にある神社。松秀寺の境内にある。祭礼として万燈祭を開催している。

## 祭神
- 迦具土神（かぐつちのかみ）

## 歴史
この地は刈谷城の北東に位置する。宝暦4年（1754年）5月17日には、末町の太郎治など刈谷城下の6町の有志の発起により、松秀寺境内に秋葉堂を建立する提案がなされた。他の若者もこれに加わり、毎月6度ずつ念仏講に廻って寄進を受けた。宝暦6年（1756年）6月18日には遠江国の秋葉山本宮秋葉神社（現在の静岡県浜松市天竜区春野町）から、秋葉三尺坊大権現を歓請、秋葉宮とも呼んでいる。拝殿前の石段の下には、宝暦6年の銘がある石灯籠が一対ある。
宝暦9年（1759年）には拝殿を建立する発議がなされ、宝暦12年（1762年）に拝殿が完成した。当初の秋葉堂では幟・堤燈・神楽を奉納する祭礼が行われていたが、安永7年（1778年）6月からは「万燈」が登場するようになり、これが今日の万燈祭の起源である。天明元年（1781年）以後には「万燈」が町中に繰り出すようになった。
明治時代の神仏分離の過程で、秋葉社は松秀寺から独立して秋葉神社となり、新たに迦具土神（かぐつちのかみ）を祀った。秋葉神社は刈谷市司町に鎮座する市原稲荷神社による7社の兼務社のひとつである。1959年（昭和34年）9月の伊勢湾台風によって秋葉神社の社殿は倒壊したが、1983年（昭和58年）に再建された。1958年（昭和33年）3月25日には万燈祭が刈谷市の無形民俗文化財に指定され、2000年（平成12年）には万燈祭が愛知県の無形民俗文化財に指定された。社格は旧無格社である。

## 現地情報
所在地
- 愛知県刈谷市銀座2丁目100

交通アクセス
- 鉄道：名鉄三河線 刈谷市駅から徒歩。